# Титто (остановочный пункт)
Ти́тто (фин. Titto) — бывший финский остановочный пункт на 187,8 км перегона Алхо — Элисенваара линии Кушелевка — Сортавала.

## Общие сведения
Остановочный пункт Титто расположен на территории Куркиёкского сельского поселения Лахденпохского района Республики Карелия. Платформа находилась возле автомобильного переезда с сельской дорогой, связывавшей посёлок Titonkylä (рус. Титонкюля) с хуторами Märkämäki, Korkeamäki, Putkimäki и множеством других. В семидесяти метрах от переезда находился мост через реку Титон-канава (фин. Titonkanava), гранитные устои которого сохранились до наших дней.
Остановочный пункт предназначался для пригородных поездов.
После Великой Отечественной войны и передачи территории СССР платформа не восстанавливалась.
- Платформа Титто
- Вид бывшего остановочного пункта. Переезд
- Переезд обозначен вкопанными с двух сторону шпалами
- Развалины бывшего пассажирского здания
- Устои моста через р. Титон-канава